# Patricia Roberts Harris
Pour les articles homonymes, voir Harris.
Patricia Roberts Harris, née le 31 mai 1924 à Mattoon et morte le 23 mars 1985 à Washington, est une femme politique et diplomate américaine. Membre du Parti démocrate, elle est ambassadrice des États-Unis au Luxembourg entre 1965 et 1967, secrétaire au Logement et au Développement urbain entre 1977 et 1979 puis secrétaire à la Santé, à l'Éducation et aux Services sociaux entre 1979 et 1981 dans l'administration du président Jimmy Carter.

## Biographie

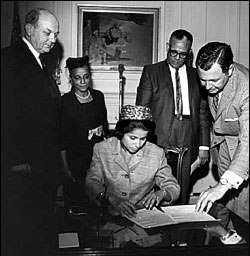
Cérémonie d'investiture de Patricia Harris comme ambassadrice au Luxembourg (1965).

Elle fut la première Afro-Américaine à être ambassadrice (représentant les États-Unis au Luxembourg sous la présidence de Lyndon B. Johnson) et la première à entrer dans la ligne de succession présidentielle (et la cinquième femme membre du cabinet présidentiel).

## Hommage
- Elle est inscrite au National Women's Hall of Fame.